# Diputació Foral de Biscaia
La Diputació Foral de Biscaia (Bizkaiko Foru Aldundia en èuscar i Diputación Foral de Vizcaya en castellà) és l'òrgan de govern del territori històric de Biscaia (País Basc). A més de les competències ordinàries que exerceixen les diputacions provincials de les restants províncies d'Espanya, la Diputació Foral de Biscaia exerceix competències específiques derivades de la seva naturalesa com a territori històric del País Basc, en virtut del seua Estatut d'Autonomia.

## Història
La Diputació Foral de Biscaia va ser fundada abans del segle XVI i estava dirigida pel Regiment General o el govern del senyoriu. La diputació estava formada inicialment per tres persones: el corregidor o representant del cavaller i els altres dos diputats elegits al Regiment General. La Diputació General es va anomenar Regiment Especial fins al 1645. El corregidor era el president de la Diputació, encara que els altres dos diputats tenien els mateixos drets. Les diputacions eren convocades per les Juntes Generals i els diputats podien intervenir a les assemblees locals, però no tenien dret a vot. Les decisions preses per les Juntes Generals havien de ser executades per la Diputació. El govern provincial estava a càrrec de l'autoritat militar, la recaptació d'impostos i la cura total de l'economia, la seguretat, les qüestions legals i els correus. Les Juntes Generals havien de ratificar les decisions de la Diputació. L'any 1695, el Consell Provincial (compost per set diputats) i el Regiment General (compost per dinou delegats) es van separar, i el Consell Provincial va agafant cada cop més pes. Després de molts trastorns, l'antiga Diputació Provincial de Biscaia es va dissoldre el maig de 1877. Les Juntes Generals de Biscaia i la Diputació Foral es regeixen actualment per l'Estatut d'Autonomia del País Basc de 1979 i la Llei de Territoris Històrics.

## Presidents i Diputats Generals
| Diputat General/President         | Inici | Final | Partit | Partit   |
| Pedro Novia de Salcedo Castaños   | 1825  | 1846  |        | CAR      |
| Luis Ordóñez Barraicúa Lardizábal | 1846  | 1848  |        | Ind      |
| José María Murga Mugártegui       | 1870  | 1872  |        | Ind      |
| Manuel María Gortázar Munibe      | 1872  | 1876  |        | Ind      |
| Fidel Sagarminaga Epalza          | 1876  | 1877  |        | Ind      |
| Manuel María Gortázar Munibe      | 1877  | 1880  |        | Ind      |
| Pablo Alzola Minondo              | 1886  | 1890  |        | PLC      |
| Enrique Aresti Torres             | 1898  | 1902  |        | PLC      |
| Ramón de la Sota Llano            | 1917  | 1919  |        | PNB      |
| Esteban de Bilbao Eguía           | 1926  | 1931  |        | UP       |
| Rufino Laiseca Oronoz             | 1931  | 1937  |        | PSOE     |
| Luis Llaguno Piñera               | 1937  | 1939  |        | FET-JONS |
| José Luis Goyoaga Escario         | 1939  | 1947  |        | FET-JONS |
| Javier Ybarra y Bergé             | 1947  | 1952  |        | FET-JONS |
| José María Ruiz Salas             | 1952  | 1959  |        | FET-JONS |
| Plácido Careaga Hormaza           | 1959  | 1967  |        | FET-JONS |
| Fernando Ybarra López-Dóriga      | 1967  | 1969  |        | FET-JONS |
| Pedro Arístegui Bengoa            | 1969  | 1976  |        | FET-JONS |
| Augusto Unceta-Barrenechea Azpiri | 1976  | 1977  |        | FET-JONS |
| Francisco Amorrortu Bilbao        | 1977  | 1979  |        | FET-JONS |
| José María Makua Zarandona        | 1979  | 1987  |        | PNB      |
| José Alberto Pradera Jauregi      | 1987  | 1995  |        | PNB      |
| Josu Bergara Etxebarria           | 1995  | 2003  |        | PNB      |
| José Luis Bilbao Eguren           | 2003  | 2015  |        | PNB      |
| Unai Rementeria Maiz              | 2015  | 2023  |        | PNB      |
| Elixabete Etxanobe Landajuela     | 2023  | -     |        | PNB      |